# 門脇孝一
門脇 孝一（かどわき こういち、1879年〈明治12年〉4月20日 - 没年不明）は、日本の実業家、政治家、弁護士。

## 経歴
鳥取県西伯郡手間村大字天萬（現・南部町天萬）出身。門脇休三郎の長男、あるいは三男。1900年、家督を相続する。1902年、明治法律学校（現・明治大学）を卒業、同年判検事試験に合格し、松江地方裁判所検事に任ぜられて在官1年余に及んだ。
1904年、弁護士となり米子市五十人町に法律事務所を設けて弁護事務に従事する。弁護士事務の傍ら各種の事業に関係し、銀行会社の重役である。三好英之を助けて山陰日日新聞の経営に当たる。
日本産業貯蓄銀行代表取締役、同専務取締役、伯陽電鉄代表取締役、山陰日々新聞社代表取締役、同副社長、山陽銀行、米子電気軌道、六甲越有馬鉄道各取締役、博愛病院監査役などをつとめる。
1910年、米子町会議員に当選する。

## 人物
日本産業貯蓄銀行専務の門脇孝一、その妹婿で同行監査役の森啓蔵らにかかる産貯行金横領、背任事件は、1933年（昭和8年）9月同銀行の破産宣告と共に進展、門脇孝一は検事の取り調べを受け勾引状を発せられ、刑務所へ収容された。
住所は鳥取県西伯郡手間村大字天萬、米子市立町。

## 家族・親族
門脇家
- 父・休三郎（1851年 - ?、鳥取平民、農業）[3] - 休三郎に対し、門脇孝一の申立により米子区裁判所は1899年9月19日に禁治産の宣告を行う[3]。
- 妻・きく子（1884年 - ?、鳥取、村上常三の姉）[4][5]
- 庶子[4][5]

親戚
- 妹とくの夫・森啓蔵（日本産業貯蓄銀行監査役[9]、洞海汽船社長）